# ヴィクトル・ツォイ
ヴィクトル・ロベルトヴィッチ・ツォイ（露: Виктор Робертович Цой、英: Viktor Robertovich Tsoi、1962年6月21日 - 1990年8月15日）は、ソビエト連邦の歌手、俳優。ロックバンド「キノー」のボーカル。

## 生涯
カザフ・ソビエト社会主義共和国のクズロルダ出身の朝鮮人（いわゆる高麗人）エンジニアの父と、ロシア・ソビエト社会主義連邦共和国レニングラード（現：サンクトペテルブルク）出身のロシア人教師の母を両親の間にレニングラードに生まれる。

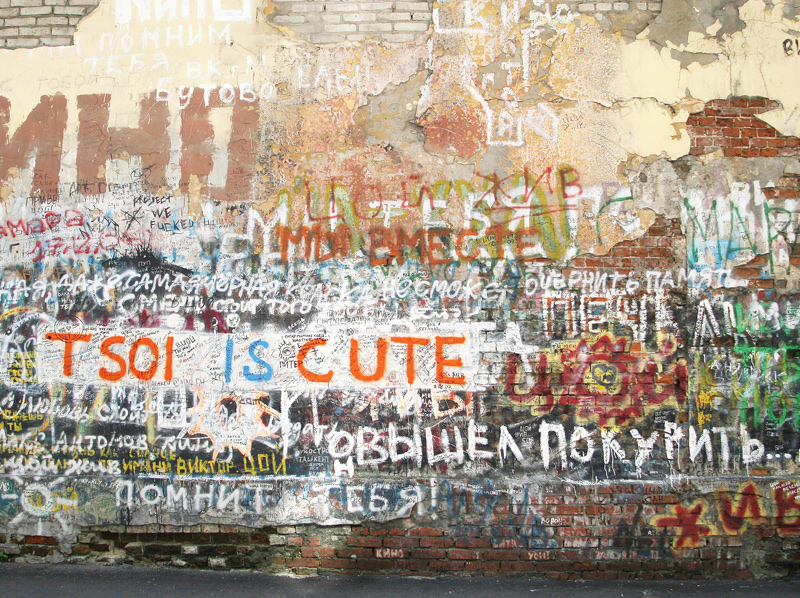
アルバート通りの「ツォイ・ウォール」

ツォイは1974年から2つの美術学校に通ったが、1979年に成績不振で放校になっている。その後入学したSGPTU-61で木工職人の技術を習得し卒業。日本の根付を彫刻で制作したり、ロバート・プラントなどの西側ミュージシャンの肖像画を描き闇市で販売するなどして収入を得る。ウクライナのキエフで不法就労し強制送還されたこともある。
17歳から作詞を始め、ミハイル・ボヤルスキーやヴラジーミル・ヴィソツキーといった歌手のほか、ブルース・リーのファンだった。
1982年にキノー（映画の意）を結成しアンダーグラウンドで活動。ソ連唯一のレコード会社「メロディヤ」との契約が無かったため非公式、未検閲での活動であったがリリースする作品は大ヒットとなり、他国の慈善企画などにも招待される。
1985年、妻・マリアナとの間に息子のアレクサンドルが誕生。マリアナによると生活は苦しく、ツォイ一家はボイラー室に住み、ウエディングドレスを買う余裕もなかったという。一家が住んでいたボイラー室は「カムチャツカ」と名付けられ、聖地化している。
1987年に映画「ASSA」に本人役でカメオ出演、1988年には映画「針」に初主演。このころからキノーの人気が過熱していく。
1990年8月15日、トゥクムス（現在はラトビア国内）にて交通事故死。28歳没。

### 影響
- ソ連・ロシアの音楽界に与えた影響は大きく、モスクワ市内の歩行者天国、アルバート通りには「ツォイ・ウォール」（露: Стена Цоя）と呼ばれるツォイを称える落書きで埋め尽くされた壁が現存するほか、サンクトペテルブルク、ハバロフスク、ドニプロ、セヴァストポリにも同様の壁が存在する。
- 小惑星(2740) Tsojはツォイの名前にちなんで命名された[1]。